# Schabokrytsch
Schabokrytsch (ukrainisch Жабокрич; russisch Жабокрич Schabokritsch, polnisch Żabokrycz) ist ein Dorf in der ukrainischen Oblast Winnyzja mit etwa 1442 Einwohnern (2024).

## Geschichte
Das erstmals 1654 schriftlich erwähnte Dorf hatte 1890 4790 Einwohner. 1897 lebten 1307 Juden in der Ortschaft und machten 21 Prozent der Gesamtbevölkerung aus. Bis 1926 sank die jüdische Bevölkerung aufgrund eines Pogrom der Milizen unter Symon Petljura und der darauf folgenden Abwanderung auf 924 und 15,3 Prozent der Gesamtbevölkerung.
Am 20. Juli 1941 besetzten deutsche und rumänische Streitkräfte den Ort und kurz darauf verübten rumänische Gendarmen ein Massaker an etwa 400 ansässigen Juden.
Am 1. September 1941 wurde Schabokrytsch Teil der rumänischen Besatzungszone von Transnistrien. Im Herbst/ zu Winterbeginn 1941 kamen 245 aus der nördlichen Bukowina und Bessarabien deportierte Juden ins Dorf, die sich in den leeren Häusern der ermordeten Juden niederließen. In dem nun eingerichteten Ghetto herrschten schlimme Bedingungen, jedoch konnte im März 1944 der geplante Mord der überlebenden Ghetto-Insassen von Partisanen verhindert werden. Mitte desselben Monats wurde das Dorf von der Roten Armee befreit.

## Geografie
Schabokrytsch liegt auf einer Höhe von 196 m an der Territorialstraße T–02–02 zwischen dem 10 km westlich liegenden ehemaligen Rajonzentrum Kryschopil und dem 20 km östlich liegenden Dorf Obodiwka. Das Oblastzentrum Winnyzja befindet sich 120 km nördlich von Schabokrytsch.
Am 12. Juni 2020 wurde das Dorf ein Teil der neugegründeten Siedlungsgemeinde Kryschopil, bis dahin bildete es die gleichnamige Landratsgemeinde Schabokrytsch (Жабокрицька сільська рада/Schabokryzka silska rada) im Osten des Rajons Kryschopil.
Am 17. Juli 2020 kam es im Zuge einer großen Rajonsreform zum Anschluss des Rajonsgebietes an den Rajon Tultschyn.